# 선초 (후한)
선초(單超, ? ~ 160년)는 후한 후기의 관료로, 하남윤 사람이다.

## 생애
환제 때 중상시가 되었다.
이때 권신 양기는 아버지 양상의 뒤를 이어 대장군이 되고, 두 여동생을 환제에게 시집 보내 외척으로서 권세를 휘둘렀다. 또 태위 이고·두교를 죽였고, 양황후 또한 많은 비빈을 독살하였다. 대신들은 가만히 있을 수밖에 없었고, 환제 또한 불만을 품었지만 폐위될 것을 염려하여 본심을 숨겼다.
연희 2년(159년) 7월, 양황후가 죽었다. 환제는 몰래 당형을 불러 양씨 일족과 척을 진 측근이 있는지 물었고, 당형은 선초·좌관·서황·구원을 추천하였다. 환제는 선초 등 다섯 명을 불러들여 양씨 일족을 주멸할 계획을 모의하였고, 선초의 팔꿈치를 깨물어 흘린 피로 맹약을 맺는 의식을 열었다.
8월, 사례교위 장표(張彪)가 양기의 저택을 포위하였다. 양기 부부는 스스로 목숨을 끊었고, 선초는 양씨 일족을 잡아들여 모두 주살하였다. 이때의 공로로 선초는 신풍후(新豊侯)에 봉해졌고, 당형·좌관·서황·구원 모두 선초와 같은 날에 열후에 봉해져 '오후'(五侯)라고 일컬어졌다. 비록 양씨 일족을 몰아냈으나 환관들이 정권을 장악하여, 조정은 더욱 혼란스러워졌다.
11월에 선초는 병에 걸렸다. 환제는 선초를 거기장군에 임명하였으나, 선초는 이듬해 정월 병오일에 숨을 거두었다.
선초의 동생 선안(單安)은 하동태수가 되고 일족 선광(單匡)은 제음태수가 되었는데, 둘 다 부패로 악명을 떨쳤다. 연희 8년(165년) 사례교위 한연의 탄핵을 받은 좌관과 구원이 실각하였을 때, 선초의 후계자는 향후(鄕侯)로 폄작되었고, 분봉을 받은 자제들 또한 작위와 봉토를 빼앗겼다.

## 출전
- 범엽, 《후한서》
  - 권7 효환제기
  - 권78 환자열전